# کامینگ شلانسکی
کامینگ شلانسکی (به لهستانی:  Kamień Śląski) یک روستا در لهستان است که در گمینا گوگولین واقع شده‌است.
 کامینگ شلانسکی  ۱٬۵۰۰ نفر جمعیت دارد.